# Washington Navy Yard

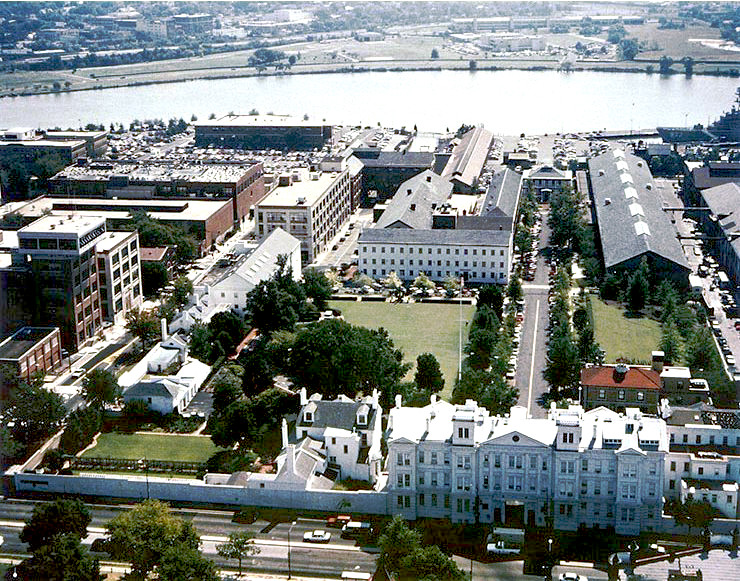
Vue d'une partie du Naval History & Heritage Command installé dans le Washington Navy Yard en 1990.

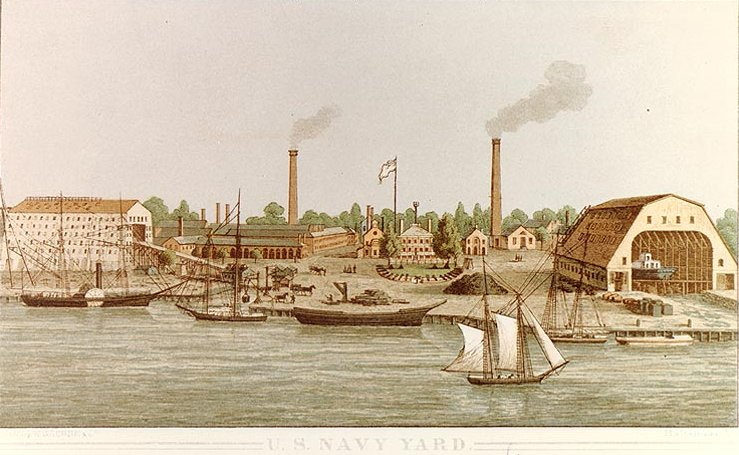
Lithographie représentant le Washington Navy Yard en 1862.

Le Washington Navy Yard est un ancien chantier naval et arsenal de l'United States Navy à Washington, D.C. Il est le plus ancien établissement de ce type de la marine américaine. Le Navy Yard est aujourd'hui réservé aux cérémonies et au centre administratif de l'United States Navy, abritant le Chief of Naval Operations et son état-major, le Naval Sea Systems Command, le Naval Historical Center, le Department of Naval History, le NCIS (jusqu'en 2011), le JAG, le Marine Corps Institute et d'autres organes du commandement naval.

## Histoire
Le chantier naval est créé le 2 octobre 1799 par Benjamin Stoddert (secrétaire à la Marine des États-Unis) après acquisition du terrain par le biais d'une loi du Congrès.
Pendant la guerre de Sécession, il devient une partie intégrante de la défense de Washington D.C face aux Confédérés. Son commandant, Franklin Buchanan, démissionne afin de rejoindre la Confédération, laissant son poste à John A. Dahlgren. Le célèbre cuirassé de l'Union USS Monitor a été réparé sur le chantier après un engagement avec le CSS Virginia.
En 1939, le roi George VI du Royaume-Uni visite le chantier. Pendant la Seconde Guerre mondiale, ce dernier devient le plus grand chantier de construction naval au monde. 
Son usine de munitions s'appelle Naval Gun Factory, nom que prendra le chantier naval le 1er décembre 1945 ; en 1959, il est renommé United States Naval Weapons Plant puis en 1962, lorsque la production de munitions est arrêté après 114 ans, il reprend le nom de Washington Navy Yard.
Après la guerre, il est progressivement désaffecté dans les années 1960 et est inscrit au Registre national des lieux historiques en 1973. Le 11 mai 1976, il est considéré comme un National Historic Landmark.

## Accès

### Transports en commun
Le Washington Navy Yard est desservi par la ligne verte du métro de Washington. La station « Navy Yards - Ballpark » se situe à proximité du site. 